# Світлівська сільська рада (Джанкойський район)
Сві́тлівська сільська́ ра́да — адміністративно-територіальна одиниця та орган місцевого самоврядування у Джанкойському районі Автономної Республіки Крим. Адміністративний центр — село Світле.

## Загальні відомості
Світлівська сільська рада утворена 16 вересня 1986 року.
- Населення ради: 2 519 осіб (станом на 2001 рік)

## Населені пункти
Сільській раді підпорядковані населені пункти:
- с. Світле
- с. Благодатне

## Склад ради
Рада складається з 16 депутатів та голови.
- Голова ради: Буякевич Геннадій Сергійович
- Секретар ради: Галюк Любов Петрівна

### Керівний склад попередніх скликань
| Прізвище, ім'я, по батькові  | Основні відомості                                                                      | Дата обрання | Дата звільнення |
| ---------------------------- | -------------------------------------------------------------------------------------- | ------------ | --------------- |
| Буякевич Генадій Савелійович | Сільський голова, 1958 року народження, член Комуністичної партії України              | 26.03.2006   | 31.10.2010      |
| Буякевич Геннадій Сергійович | Сільський голова, 1958 року народження, освіта вища, член Комуністичної партії України | 31.10.2010   |                 |

Примітка: таблиця складена за даними сайту Верховної Ради України

### Депутати
За результатами місцевих виборів 2010 року депутатами ради стали:

#### За суб'єктами висування
| Суб'єкт висування | Кількість обраних депутатів | %   |
| ----------------- | --------------------------- | --- |
| Партія регіонів   | 16                          | 100 |

#### За округами
| № округу        | Прізвище, ім'я, по батькові       | Дата визнання обраним | Освіта  | Партійна приналежність | Відомості про обраного депутата                                  |
| --------------- | --------------------------------- | --------------------- | ------- | ---------------------- | ---------------------------------------------------------------- |
| Партія регіонів |                                   |                       |         |                        |                                                                  |
| 1               | Завгородня Світлана Володимирівна | 02.11.2010            | вища    | позапартійна           | Світлівський дошкільний навчальний заклад «Сонечко», завідувачка |
| 2               | Федчук Тетяна Федорівна           | 02.11.2010            | вища    | позапартійна           | ферма «Україна», завідувачка                                     |
| 3               | Рибачек Сергій Петрович           | 02.11.2010            | вища    | член Партії регіонів   | Світлівський будинок культури, художній керівник                 |
| 4               | Конюхові Олена Вікторівна         | 02.11.2010            | вища    | член Партії регіонів   | Світлівська сільська рада, бухгалтер                             |
| 5               | Безпалько Валентина Миколаївна    | 02.11.2010            | середня | позапартійна           | пенсіонер                                                        |
| 6               | Гайченя Марія Данилівна           | 02.11.2010            | вища    | позапартійна           | пенсіонер                                                        |
| 7               | Галюк Любов Петрівна              | 02.11.2010            | вища    | позапартійна           | Світлівська сільська рада, секретар                              |
| 8               | Баранов Анатолій Григорович       | 02.11.2010            | середня | позапартійний          | Світлівський будинок культури, охоронец                          |
| 9               | Войцещук Євгенія Петрівна         | 02.11.2010            | середня | позапартійна           | Світлівська сільська рада, прибиральниця                         |
| 10              | Хруцький Василь Іванович          | 02.11.2010            | вища    | позапартійний          | ТОВ «Лобаново-Агро», заступник голови                            |
| 11              | Олексій Ольга Семенівна           | 02.11.2010            | вища    | позапартійна           | сільське комунальне підприємство «Витязь», касир                 |
| 12              | Бондаренко Валентина Іванівна     | 02.11.2010            | вища    | позапартійна           | пенсіонер                                                        |
| 13              | Кошман Андрій Юрійович            | 02.11.2010            | вища    | позапартійний          | приватний підприємець                                            |
| 14              | Черанева Тамара Францівна         | 02.11.2010            | вища    | позапартійна           | Світлівський дошкільний навчальний заклад «Сонечко», вихователь  |
| 15              | Марченко Анатолій Васильович      | 02.11.2010            | середня | позапартійний          | приватний підприємець                                            |
| 16              | Данченко Юрій Тихонович           | 02.11.2010            | вища    | позапартійний          | приватний підприємець                                            |